# Казахський національний педагогічний університет

Казахський національний педагогічний університет імені Абая (КазНПУ) (каз. Абай атындағы Қазақ ұлттық педагогикалық университеті (ҚазҰПУ) — перший вищий навчальний заклад Казахстану. Заснований в 1928 році.

## Історія
Предтечею навчального закладу став Казахський інститут освіти — середній спеціальний навчальний заклад, утворений в 1920 році на базі Ташкентського педагогічного училища. В кінці 1920-х років Казахський інститут освіти був перетворений в підготовчі курси для казахських старшокласників, які збиралися вступати до вузів і на робітничі факультети. З 1928 по 1929 роки навчальний заклад очолював Сакен Сейфуллін. 15 жовтня 1933 року Казахський інститут освіти був закритий.
Майбутній Казахський національний педагогічний університет заснований в 1928 році під назвою «Казахський державний університет». У рік відкриття складався з єдиного педагогічного факультету з трьома відділеннями (фізико-математичним, природничим, лінгвістично-педагогічним). У 1928–1929 навчальному році навчалося 124 студенти, працювало 9 викладачів-професорів. Першим ректором КазПІ був професор С. Д. Асфендіяров. Спочатку планувалося створення трьох факультетів — педагогічного, сільськогосподарського та медичного, які повинні були почати роботу в 1932–1933 навчальному році. Однак в інтересах інтенсивного розвитку народної освіти було вирішено розвивати вуз як самостійний педагогічний інститут. Тому з 1930 року назва вузу змінилася на «Казахський педагогічний інститут» (КазПІ), в 1935 році інституту присвоєно ім'я Абая.
У 1930-х роках в інституті читали лекції С. Сейфуллін, У. Джандосов, М. Ауезов, С. Муканов, Б. Шалабаєв, К. Джубанов та інші. У цей же період КазПІ закінчили Х. Бекхожін, М. Габдуллін, К. Джумалієв, Т. Жароков , О. Жаутиков, М. Каратаєв, Г. Орманов та інші. З 1939 року почала діяти аспірантура для.
У роки Великої Вітчизняної війни на фронт добровольцями і по мобілізації пішли близько 160 студентів і педагогів. Званнями Героя Радянського Союзу були удостоєні  М. Габдуллін, Р. Токатаєв, А. Хусаїнов, К. Сураганов. У роки війни в інституті викладало багато видатних вчених країни, що працювали в Алма-Аті: І. І. Мещанінов, В. І. Чернишов, В. Г. Фесенков, Н. Н. Варнавський, Н. Ф. Бельчиков і інші.
У зв'язку із зростанням потреб шкіл Казахстану в кваліфікованих вчителях у післявоєнний період збільшили прийом студентів до інституту: в 1946 році на перший курс денного відділення було прийнято 362 студента, в 1956 році — 567.
У 1974 році інституту, як головному педагогічному вишу республіки, було надано право видань тематичних збірок, праць професорсько-викладацького складу і аспірантів вищих навчальних закладів системи Міністерства освіти КазРСР.
У 1990 році інститут був перетворений в Казахський державний педагогічний університет імені Абая. 24 листопада 1992 року Постановою Кабінету Міністрів Республіки Казахстан КазДПУ імені Абая перетворений в Алматинський державний університет імені Абая. У серпні 2000 року Постановою Уряду Республіки Казахстан АДУ імені Абая перетворений в Товариство з обмеженою відповідальністю «Алматинський університет імені Абая».
У грудні 2003 року Постановою Уряду Республіки Казахстан ЗАТ «Алматинський університет імені Абая» перетворено в Республіканське державне підприємство «Казахський національний педагогічний університет імені Абая» на праві господарського відання Міністерства освіти і науки.

## Факультети
Інститути:
- Інститут права та економіки

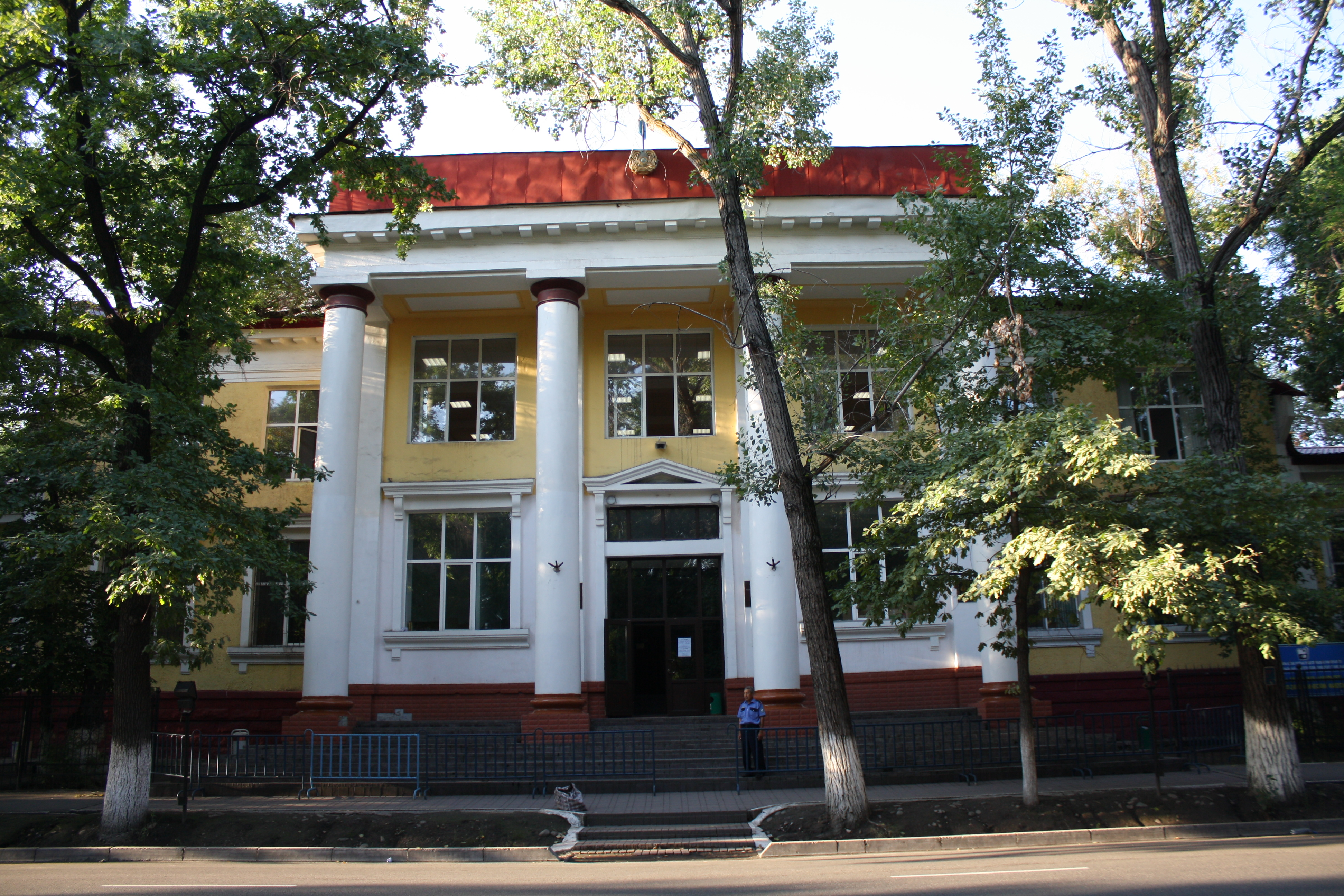
Корпус КазНПУ — будівля колишньої Верненської чоловічої гімназії, архітектор П. В. Гурде, 26 січня 1982 внесений до списку пам'яток.

- Інститут математики, фізики та інформатики
- Історичний факультет
- Інститут філології та багатомовної освіти
- Інститут педагогіки і психології
- Природничо-географічний інститут
- Інститут мистецтв, культури і спорту

## Ректори
- 1928–1931 Асфендіяров Санжар Джагпарович
- 1931–1938 Алманов Баймен Алманович
- 1938–1940 Толибеков Сергалі Еспембетович
- 1940–1942 Адільгереєв Х.
- 1942–1947 Ахмеді Іскаков
- 1947–1950 Толібеков Сергалі Еспембетович
- 1950–1953 Закарін Аскар Закарьєвич
- 1953–1963 Габдуллін Малік
- 1963–1974 Толибеков Сергалі Еспембетович
- 1974–1980 Жунусбек Жумабеков
- 1980–1987 Касимов К.
- 1987–2008 Садиков Токмухамед Сальменович
- 2008–2017 Пралієв Серік Жайлауович
- З червня 2017 року Баликбаєв Такір Оспанович

## Відзнаки
Нагороджений Орденом Трудового Червоного Прапора.